# Pardosa tschekiangiensis
Pardosa tschekiangiensis là một loài nhện trong họ Lycosidae.
Loài này thuộc chi Pardosa. Pardosa tschekiangiensis được Ehrenfried Schenkel-Haas miêu tả năm 1963.